# 共和国革命軍事会議
共和国革命軍事会議（きょうわこくかくめいぐんじかいぎ、ロシア語: Революционный Военный совет Республики：略称ロシア語: Реввоенсовет Республики, РВСР）は、1918年から1934年まで存在したソビエト連邦の合議制最高軍事機関。1923年8月28日からソ連革命軍事会議。

## 概要
1918年9月6日、1918年9月2日付ソビエト共和国の軍事野営への変革に関する全ロシア中央執行委員会決定に基づき設置された。9月30日付規程により、最高軍事会議、陸軍人民委員部参事会の機能が軍事会議に移管された。
革命軍事会議は、赤軍建設、国防計画の立案、軍の作戦・補給、充足及び教育を管掌した。
1934年6月20日、廃止。

## 指導部

### 共和国革命軍事会議議長
共和国革命軍事会議議長は、陸海軍人民委員が務めた。
1. レフ・トロツキー（1918年9月-1925年1月）
2. ミハイル・フルンゼ（1925年1月-10月）
3. クリメント・ヴォロシーロフ（1925年11月-1934年6月）

### 共和国軍総司令官
共和国軍総司令官（ロシア語: Главком Вооруженных Сил Республики）は、革命軍事会議議員の資格を有し、全作戦・戦略問題を独自に解決する権限を有したが、その命令には、他の議員の副署が必要とされた。
1. イオアキム・ヴァツェチス（1918年9月～1919年7月）
2. セルゲイ・カーメネフ（1919年7月～1924年4月）

### 共和国革命軍事会議議員
共和国革命軍事会議議員は、ロシア共産党（ボリシェヴィキ）中央委員会が推薦し、人民委員会議により承認された。議員は、時期により2～13人が任命され、計52人が議員となった。

## 機構
- 共和国革命軍事会議総務局
- 共和国革命軍事会議野戦本部
- 全ロシア参謀本部
- 全ロシア軍事委員局（後に共和国革命軍事会議政治課、政治局） - 政治将校
- 最高軍事監察局
- 中央補給局
- 海軍課
- 軍事革命裁判所
- 軍事立法会議